# 5427 Jensmartin
Az 5427 Jensmartin (ideiglenes jelöléssel 1986 JQ) egy kisbolygó a Naprendszerben. Poul Jensen fedezte fel 1986. május 13-án.